# Dragon Ball GT
Dragon Ball GT (ドラゴンボールGT(ジーティー) Doragon Bōru Jī Tī?) är fortsättningen på anime-serien Dragon Ball Z. 
I Dragon Ball GT blir Son-Goku ett barn igen, tack vare "de sju svarta drakkulorna" som Pilaw lyckas hitta. Nu blir han tvungen att resa ut i rymden för att hitta dom, om han misslyckas att föra samman alla kulorna kommer Jorden att sprängas inom ett år. Animen hade premiär den 2 februari 1996 och slutade den 19 november 1997 i Japan och i USA, hade animen premiär den 14 november 2003 och slutade den 16 april 2005. 64 avsnitt gjordes och en film vid namn, Dragon Ball GT: A Hero's Legacy. 
Animen är ogillad av en del fans, mest för de många detaljer som säger emot förlagan, som att Vegeta har mustasch trots att saiyajiners hår inte kan ändras.

## Toriyamas engagemang iGT
Till skillnad från de två första serierna, är Dragon Ball GT inte skriven av Akira Toriyama utan är gjord av filmbolaget Toei Animation. Toriyama var överskådare över projektet och han hade sett till att det höll samma standard som den ursprungliga serien och han designade GTs logotyp och huvudkaraktärerna.